# Доставка
Доста́вка (англ. delivery, нім. Lieferung f) — переміщення на місце призначення замовлень: матеріалів, машин і механізмів, різних вантажів, їжі, документів, ліків тощо.
Якщо потрібно швидко відправити пошту або вантаж, можна скористатися різними сайтами й знайти ті служби експрес-доставки або кур'єрські сервіси, які найкраще підходять. Зробити це дуже легко: досить відкрити лише каталог і відібрати компанії по критеріям.

## Доставка гірської маси
Доставлення гірської маси може бути немеханізована, під дією власної ваги (гравітаційна), механізована (скреперами, конвеєрами, вагонетками, вагонами, автотранспортом тощо). Один з різновидів доставки — шляхом направленого вибуху. На гірничих підприємствах найчастіше використовують комбіновані способи доставки.